# Gerhard Klopfer
 (décembre 2021).
Si vous disposez d'ouvrages ou d'articles de référence ou si vous connaissez des sites web de qualité traitant du thème abordé ici, merci de compléter l'article en donnant les références utiles à sa vérifiabilité et en les liant à la section « Notes et références ».
Gerhard Klopfer (1905-1987) est un allemand, secrétaire permanent à la chancellerie du parti  et un des participants de la Conférence de Wannsee.

## Biographie
Gerhard Klopfer est né à Schreibersdorf en Silésie prussienne (aujourd'hui en Pologne) en 1905. Après des études de droit et d'économie, il devient juge à Düsseldorf en 1931. Lorsque les nazis arrivent au pouvoir en 1933, il adhère au NSDAP et à la SA, et en 1934 rejoint la Gestapo.
En 1935, il entre dans l'équipe de Rudolf Hess et à la SS au rang de Oberführer. En 1938, il est chargé de la saisie des biens juifs, des mariages « mixtes » entre Allemands et juifs et des questions générales quant à l'occupation d'États étrangers.
En tant que secrétaire d'État à la chancellerie du parti, il représente Martin Bormann, dirigeant de la chancellerie du NSDAP, le 20 janvier 1942 à la Conférence de Wannsee, où les détails de la Solution finale furent fixés.
En 1945, Klopfer fut capturé et inculpé de crimes de guerre, mais il fut ensuite relâché faute de preuves. Il devint conseiller fiscal à Ulm (Bade-Wurtemberg). Plus tard il s'installa à Fairfax, Virginie, aux États-Unis. En 1987, il fut le dernier participant de la Conférence de Wannsee à mourir.
Dans le film Conspiration en 2001, le rôle de Klopfer fut joué par l'acteur Ian McNeice.